# Christian de Hesse-Wanfried-Rheinfels
 (juin 2021).
Christian de Hesse-Wanfried-Rheinfels (17 juillet 1689 à Wanfried – 21 octobre 1755 à Eschwege) est un fils du landgrave Charles de Hesse-Wanfried (1649-1711) et de sa seconde épouse Alexandrine Julienne de Leiningen-Dagsburg (d. 1703). Il est landgrave de Hesse-Wanfried et de Hesse-Rheinfels de 1731 jusqu'à sa mort.

## Biographie

### Jeunesse
En tant que plus jeune fils de son père, cadet du second mariage de la ligne catholique de la Maison de Hesse, Christian est à l'origine destiné à devenir un Chanoine à Strasbourg. Toutefois, en 1710, à l'âge de 21 ans, il opte pour une carrière dans l'armée. Il sert dans l'armée de Hesse-Cassel, à titre de Général de brigade.

### La dispute de l'héritage
Après la mort de son père en 1711, il prend le gouvernement de Hesse-Wanfried. Son demi-frère aîné, Guillaume II, cependant, est revenu à Wanfried la même année pour réclamer cette partie de l'héritage. Le litige devait être réglée par l'empereur. Christian doit abandonner le landgraviat. En compensation, il reçoit une pension annuelle de 7500 florins. Il reçoit également le Château d'Eschwege en 1713, après que Hesse-Cassel ait remboursé sa dette envers le duc de Brunswick-Bevern. Christian rénove et agrandit le château avec l'ajout d'une chapelle catholique. Il a commencé à appeler lui-même Christian de Hesse-Eschwege. Il continue avec ce nom, même après avoir hérité de Hesse-Wanfried et de Hesse-Rheinfels en 1731, après le décès sans enfant de demi-frère Guillaume II.

### Règne
En 1731, Christian devient comte et en 1732 déménage à Wanfried. Il conclut un traité avec son cousin, le comte Ernest-Léopold de Hesse-Rheinfels-Rotenbourg pour avoir deux parties du landgraviat de Hesse-Rheinfels-Rotenbourg qui faisaient l'objet d'une longue dispute et administrer conjointement la chancellerie de Rotenbourg. Il a progressivement déplacé sa résidence pour revenir à Eschwege, où il a construit des écuries princières en 1735. La même année, il a vendu le Château de Rheinfels à la Hesse-Cassel.
Il est décrit comme "agréable et bien éduqué et est très populaire à Eschwege, où il séjourne habituellement, et à Wanfried. Mais il passe la plupart de son temps à Eschwege, il visite encore fréquemment Wanfried pour soutenir les artisans locaux. Dans les deux Eschwege et Wanfried, il commande de nombreuses œuvres d'art pour lui-même et de sa cour.
Christian est décédé d'un Accident vasculaire cérébral, le 21 octobre 1755 sur les marches de l'église à Eschwege. Il est enterré dans la crypte de la famille dans le Hülfensberg. Sa veuve s'installe à Francfort, où elle est décédée le 11 décembre 1757.
Avec sa mort, la lignée de Hesse-Wanfried s'éteint et son territoire revient à la Hesse-Rotenbourg.

## Mariage
Il est fiancé avec Marie-Auguste de Tour et Taxis, fille du prince Anselme-François de Tour et Taxis. Cependant, l'Empereur Charles VI demande l'annulation des fiançailles pour des raisons politiques, afin qu'elle puisse épouser le duc Charles-Alexandre de Wurtemberg, le gouverneur de la Serbie, ce qu'elle fait en mai 1727. Christian fait le deuil de son grand amour pour une longue période de temps.
Enfin, il épouse à l'âge de 42 ans sa nièce, Marie-Françoise de Hohenlohe-Bartenstein, la fille de sa sœur Sophie Léopoldine. Le mariage reste sans enfant.